# Albert Léon Guérard
Albert Léon Guérard (* 3. November 1880 in Paris, Frankreich; † 13. November 1959 in Stanford, Kalifornien, Vereinigte Staaten) war ein französisch-US-amerikanischer Literaturwissenschaftler und Universitätsprofessor.

## Leben
Guérard studierte sowohl an der University of London als auch an der Pariser Sorbonne und wurde dort 1906 Agrégé. In den zwei Jahren davor war er Assistenzprofessor und Prüfer im Fach Geschichte an der École normale supérieure in Paris. 1906 ging er in die Vereinigten Staaten und unterrichtete die französische Sprache am Williams College. 1907 heiratete er Wilhelmina Macartney. Das junge Paar ging nach Kalifornien, wo Albert als Assistent und als Associate Professor an der Stanford University das Fach Französisch von 1907 bis 1913 lehrte. Von 1913 bis 1924 war er Französisch-Professor am Rice Institute, unterbrochen von seinem Dienst im Geheimdienst der US Army, dem U. S. Army Intelligence and Liaison Service, während des Ersten Weltkriegs.
Von 1924 bis zu seiner Emeritierung 1946 lehrte er in Stanford sowohl in der Abteilung für französische Literatur als auch für englische Literatur und veröffentlichte Werke zur vergleichenden Literaturwissenschaft. Während der mehr als zwanzig Jahre bei Stanford war er an verschiedenen Orten der USA als Gastprofessor tätig, so auch an der University of California, der University of Hawaii und der University of Wisconsin. Im Zweiten Weltkrieg diente er erneut, diesmal beim United States Office of War Information (OWI). Nach seiner Pensionierung wurde er unter anderem zu Gastvorlesungen an die Harvard University, die Brandeis University berufen und lehrte an der New School for Social Research. 1958 wurde er in die American Academy of Arts and Letters gewählt.
Das Ehepaar Guérard hatte eine Tochter und einen Sohn. Er selbst starb 1959 in seinem Haus auf dem Campus der Stanford University.

## Ehrungen und Auszeichnungen
- Lehrstuhl an der Stanford University: Albert Guérard Professor in Comparative Literature.
- Chevalier der französischen Ehrenlegion.
- Krone Rumäniens.

## Veröffentlichungen
- French Prophets of Yesterday. A Study of Religious Thought under the Second Empire, 1913.
- France in the Classical Age. The Life and Death of an Ideal. Scribners, New York City 1928. Neuauflage: Allan, London 1957.
- L'Avenir de Paris. Urbanisme français et Urbanisme américain. La Beauté de Paris en danger. L'Extension. La Circulation. L'Industrie et Paris port de mer. La Charte du plus grand Paris, Payot, Paris 1929. Neuauflage: l'Harmattan, Paris; Budapest; Kinshasa [etc.] 2006.
- Art for Art's Sake. Lothrop, Lee and Shepard Co., Boston 1936.
- Preface to World Literature. H. Holt and Co., New York City 1940.
- L'Europe libre et unie, Éditions du Vieux-colombier, Paris 1946.
- Education of a Humanist. Harvard University Press, Cambridge, Massachusetts 1949.
- Fossils and Presences. Stanford University Press, Stanford, Kalifornien, USA 1957.
- France in the Classical Age. The Life and Death of an Ideal, Scribners, New York City 1928, Allen, London 1957.
- Napoleon I. Alfred A. Knopf, New York City 1956.
  - deutsch von Erich Haenel: Napoleon, Wahrheit und Mythos. Sibyllen-Verlag, Dresden 1928.
- Napoleon III. Harvard University Press, 1943, Neuauflage 1966: ISBN 0-061311839.
- Beyond Hatred: The Democratic Ideal in France and America. Negro University Press, 1969, ISBN 0-8371-1918-9.